# Béoué-Zibiao
Béoué-Zibiao este o comună din departamentul Bangolo, regiunea Dix-Huit Montagnes, Coasta de Fildeș.